# Reinhold Bechtle
Reinhold Bechtle (* 28. März 1907 in Löchgau; † 13. Januar 1938 im Schutzhaftlager Welzheim) war KPD-Mitglied und Widerstandskämpfer gegen den Nationalsozialismus.

## Leben
Reinhold Bechtle wurde als eines von sieben Kindern der Eheleute Wilhelm und Luise Rosine Bechtle geboren. Er erlernte den Beruf des Schneiders und machte sich früh selbstständig.  1935 heiratete er Johanna Kauz. Das Ehepaar hatte eine Tochter, die 1937 geboren wurde. Sie lebt heute in den USA.
Nach der „Machtergreifung“ der Nationalsozialisten wurde Reinhold Bechtle wegen seiner Zugehörigkeit zur KPD und wegen seiner antifaschistischen Haltung wie auch seine Brüder Emil und Wilhelm am 20. April 1933 durch die Gestapo verhaftet. Er wurde in das KZ Heuberg bei Stetten am kalten Markt gebracht. Bei der Auflösung dieses Lagers im Winter 1933 wurde er zusammen mit anderen Häftlingen in das neu eingerichtete Württembergische Schutzhaftlager Oberer Kuhberg in Ulm gebracht. Nach seiner Entlassung aus dem KZ Oberer Kuhberg am 20. März 1934 setzte Reinhold Bechtle den Kampf gegen die faschistische Diktatur fort. Er war Leiter einer Widerstandsgruppe, welche Juden die Flucht in die Schweiz ermöglichte. Als Helfer der „Transportkolonne Otto“ schleuste er antifaschistische Schriften aus der Schweiz über den Schwarzwald in den Stuttgarter Raum.
Am 28. Dezember 1937 wurde Reinhold Bechtle erneut verhaftet. Ein jüdisches Ehepaar, dem die Gruppe um Reinhold Bechtle bei der Flucht in die Schweiz geholfen hatte, war gefasst worden und hatte nach Folterungen durch die Gestapo den Namen ihres Fluchthelfers Bechtle preisgegeben. Bis zum 12. Januar 1938 war Bechtle im Polizeigefängnis Hotel Silber in Stuttgart schwersten Folterungen durch die Gestapo ausgesetzt. Trotzdem gab er die Namen seiner Genossen und der weiteren Mitglieder seiner Fluchthelfergruppe nicht bekannt. Schwer misshandelt wurde er am 12. Januar 1938 in das Schutzhaftlager Welzheim überführt. In der darauf folgenden Nacht kam er unter ungeklärten Umständen ums Leben.

## Ehrungen
Bereits 1945 wurde in Löchgau eine Straße zu seiner Ehre in Reinholdstraße umbenannt. Diese Straße trägt aufgrund eines Gemeinderatsbeschlusses vom Dezember 2006 die neue Bezeichnung Reinhold-Bechtle-Straße.